# Železo
Železo (chemická značka Fe, latinsky ferrum) je nejrozšířenější přechodný kovový prvek a druhý nejrozšířenější kov na Zemi, je také hojně zastoupen i ve vesmíru, kde hraje významnou roli ve vývoji hvězd. Lidstvu je znám již od pravěku. V přírodě se minerály železa vyskytují velmi hojně a železo se z nich (ve formě slitiny s uhlíkem) získává redukcí ve vysoké peci.
Objev výroby a využití železa byl jedním ze základních momentů vzniku současné civilizace. Lidstvu je známo již od pravěku, průmyslová výroba v masovém měřítku však začíná teprve v 18. století. Železo má mnohostranné využití k výrobě většiny základních technických prostředků používaných člověkem, zhotovovaných ze slitin železa nazývaných oceli a litiny. Velmi významné jsou také sloučeniny železa, ať už anorganické, organické nebo komplexní. Železo je také velmi významným biogenním prvkem, v organismu se podílí na přenášení kyslíku k buňkám a tím umožňuje život mnoha organismů na naší planetě. Nedostatek železa vede k chudokrevnosti, která se projevuje sníženou kapacitou krve pro dýchací plyny.

## Základní fyzikálně-chemické vlastnosti

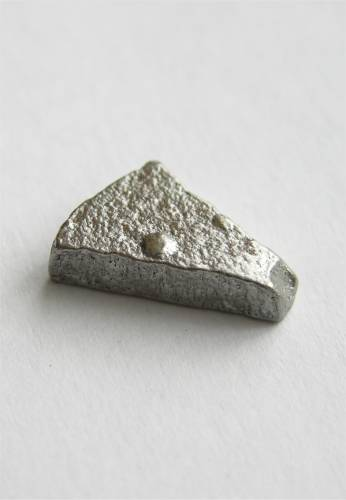
Čisté železo

Železo je poměrně měkké, světle šedé až bílé. Je to feromagnetický kov s malou odolností proti korozi. Je feromagnetické do teploty 768 °C – Curieův bod – kdy tuto vlastnost ztrácí. Železo patří mezi přechodné prvky, které mají valenční elektrony v d-orbitalu. Ve sloučeninách se vyskytuje především v mocenství Fe2+ a Fe3+, sloučeniny Fe4+ jsou velmi nestálé a nemají praktický význam. Sloučeniny Fe6+ jsou velmi silná oxidační činidla, ale nejsou stabilní, a proto se nevyužívají.
Chemicky je elementární železo značně nestálé a reaktivní. Velmi snadno se rozpouští působením minerálních kyselin. V kyselině chlorovodíkové se rozpouští za vzniku chloridu železnatého, který se velmi rychle oxiduje rozpuštěným kyslíkem ve vodě na chlorid železitý. Ve zředěné kyselině sírové se železo rozpouští za vzniku síranu železnatého, který se ovšem delším stáním na vzduchu oxiduje na síran železitý, v koncentrované kyselině sírové se železo nerozpouští vlivem pasivace. Ve zředěné kyselině dusičné se železo rozpouští za vzniku dusičnanu železitého a v koncentrované se pouze na povrchu pasivuje a nerozpouští.
Hydroxidy na železo za normální teploty nepůsobí, avšak zahříváním železných pilin s hydroxidem alkalického kovu vznikají železany. Působením vzdušné vlhkosti se železo snadno oxiduje za tvorby hydratovaných oxidů (rez). Tato reakce přitom nevede k ochraně materiálu povrchovou pasivací jako u mnoha jiných kovových prvků, protože vrstva rzi se snadno odlupuje a koroze pokračuje do hloubky materiálu. V suchém vzduchu (bez vlhkosti) reaguje železo s kyslíkem až při teplotě 150 °C a se samotnou vodou železo bez přítomnosti kyslíku vůbec nereaguje. Při žíhání železa ve vzduchu nebo jeho reakcí s vodní párou vzniká oxid železnato-železitý Fe3O4. Železo se přímo za horka slučuje s chlórem, sírou a fosforem a má schopnost se slučovat („slévat“) s uhlíkem a křemíkem, naproti tomu se železo vůbec neslučuje s dusíkem.
Významnou vlastností atomového jádra železa je skutečnost, že se vyznačuje nejvyšší vazebnou energií ze všech známých prvků. Prakticky to znamená, že při termojaderné fúzi, probíhající v nitru hvězd je železo posledním prvkem, který lze tímto způsobem připravit za vzniku energetického zisku. Naopak při štěpení jader těžkých prvků je jádro atomu železa prvním, z něhož nelze štěpením získat energii.

## Původ a význam ve vesmíru
Železo vzniká hvězdnou nukleosyntézou, termonukleární fúzí křemíku v jádrech velkých hvězd na konci jejich vývoje. Železo je nejtěžším prvkem, který se v posloupnosti od hélia v jádře hvězd syntetizuje za současného uvolnění energie. Železo se v jádře hvězdy hromadí, protože fúze jeho jader neuvolňuje energii. Gravitace nahromaděného železa poruší hydrostatickou rovnováhu hvězdy, způsobí její gravitační kolaps a následný výbuch supernovy druhého typu. Tím se železo s ostatními prvky vzniklými v jádře hvězdy rozptýlí do vesmírného prostoru. Při výbuchu supernovy se současně syntetizují prvky těžší než železo, které fúzí v jádru hvězdy vzniknout nemohou.

## Historický vývoj

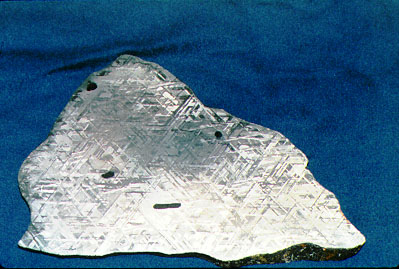
Železný meteorit

Železo je lidstvu známo již od prehistorické doby (halštatské a laténské období), avšak ne všechny nálezy v přírodě lze pokládat za lidské výtvory. Železné kuličky staré 6000 let, které se nachází v přírodě, jsou meteoritického původu. Ani později nalezené vzorky, které vznikly redukcí rud obsahujících železo dřevěným uhlím, nelze považovat za odlité člověkem, protože bez použití měchů nelze dosáhnout patřičné teploty pro jeho redukci.
První železo vzniklé činností člověka, které bylo možno opracovávat kovářským způsobem, je houbovité železo, které vzniklo nízkoteplotní redukcí železné rudy v zkujňovacím ohništi. Železná ruda se zahřívala v mělkých jamách s velkým přebytkem dřevěného uhlí rozdmýchávaného měchem. Získaly se tak slinuté kusy kujného železa, které se dále zpracovaly kovářským způsobem. S tímto způsobem výroby železa se setkáváme prvně u Chetitů ve třetím tisíciletí před naším letopočtem. Chetité výrobu železa velmi dobře střežili a k jeho rozšíření tak došlo teprve po rozpadu Chetitské říše někdy okolo roku 1200 př. n. l., kdy začíná doba železná.
Ve středověku se při zpracovávání přešlo od jam či plochých krbů k malým šachtovým pecím, z nichž se postupem času vyvinuly dnešní vysoké pece. Ve 14. století byl zaveden pohon dmýchadel vodní silou, což vedlo ke zvýšení teploty v peci a získalo se tak železo s větším obsahem uhlíku – surové železo. To není kujné, ale lidé se je postupně učili zpracovávat na kujné železo novým zahříváním za vydatného přívodu vzduchu.
Významný krok ve zpracování železných rud bylo zavedení koksu jako paliva a redukčního činidla na konci 18. století. Jeho použití lze považovat za jeden z hlavních faktorů průmyslové revoluce. Zkujňování železa v 1. polovině 19. století probíhalo ještě v ne zcela roztaveném stavu v pudlovnách, teprve ve druhé polovině 19. století bylo výrazně zlepšeno pomocí zkujňování větrem (pochod Bessemerův, bessemerace, 1855) a topení s regenerací tepla (proces Siemensův–Martinův, 1865). V poslední době bylo pro výrobu vysoce kvalitních ocelí zavedeno tavení v elektrické peci.

## Výskyt
Další minerály železa naleznete v kategorii Minerály železa.

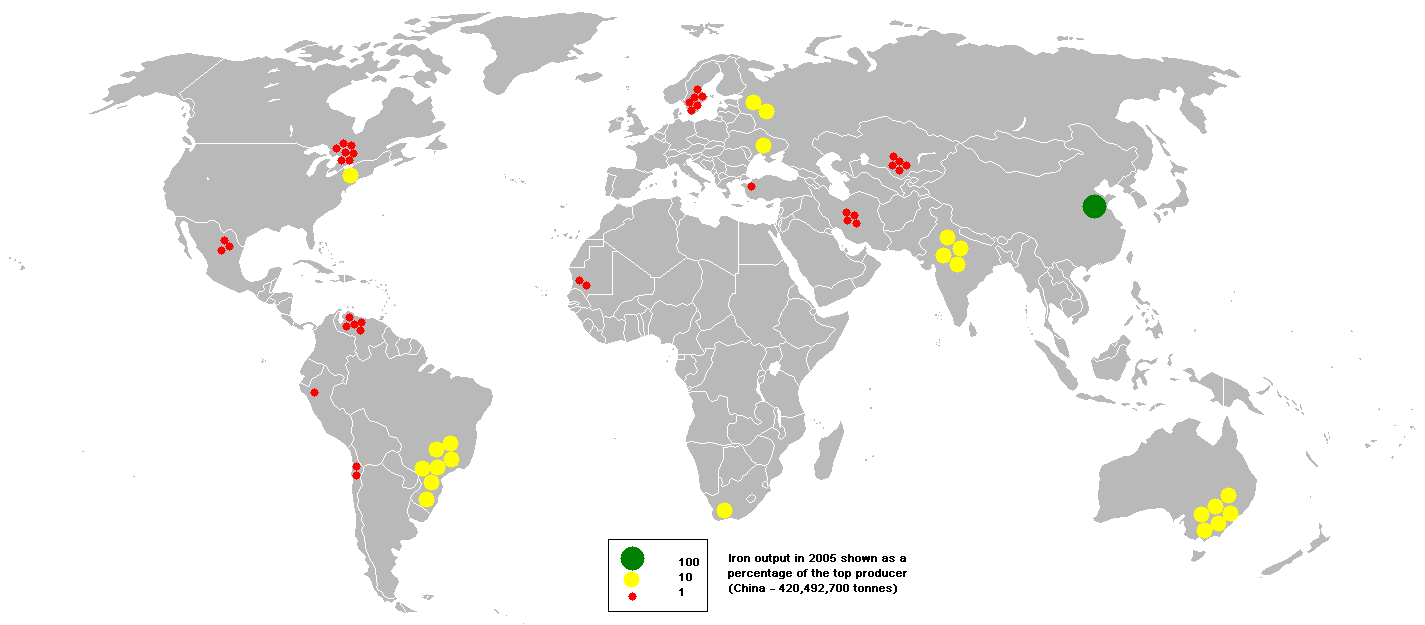
Těžba železa v roce 2005. Na prvním místě je Čína s asi 420 milióny tun, následuje Brazílie (asi 300 miliónů tun) a Austrálie (asi 250 miliónů tun)

Železo patří vzhledem ke stálosti svého jádra mezi prvky s velmi významným zastoupením na Zemi i ve vesmíru. Železo se vyskytuje také na Měsíci, kde jeho zastoupení v kůře činí 9 %. V měsíčním prachu je obsažen v kovové formě v množství okolo 0,5 %, v průměrně dvanáctimetrové povrchové vrstvě se nachází okolo 1012 tun železa. V zemské kůře činí průměrný obsah železa 4,7–6,2 % (62 000 ppm), čímž se řadí na 4. místo podle výskytu prvků (před ním je jen kyslík, křemík a hliník). Předpokládá se, že zemské jádro je složeno především ze železa, kobaltu a niklu a celkový podíl železa na složení naší planety je ještě podstatně vyšší (podle některých údajů až 35 %).[zdroj?]
V mořské vodě se jeho koncentrace pohybuje pouze na úrovni 0,01 miligramů v jednom litru. Předpokládá se, že ve vesmíru připadá na jeden atom železa přibližně 40 000 atomů vodíku.
V přírodě se železo vyskytuje ve formě sloučenin v mnoha rudách, které mohou být průmyslově využity k jeho výrobě. Nejvíce se vyskytuje ve formě oxidů a uhličitanů. Z nejznámějších lze jmenovat například hematit (krevel) Fe2O3, magnetit (magnetovec) Fe3O4, limonit (hnědel) Fe2O3 · x H2O, ilmenit FeTiO3 nebo siderit (ocelek) FeCO3. Známý je i sulfidický pyrit FeS2, který se však kvůli obtížnému oddělení síry od železa průmyslově tolik nezpracovává. Co do obsahu železa je z těchto rud nejhodnotnější magnetit, který obsahuje téměř tři čtvrtiny hmotnosti železa, ale nejhojněji se vyskytující rudou je hematit. Vzhledem k vysoké dostupnosti železných rud se vybírají ty kvalitnější.
K méně známým rudám železa, které nelze využívat k jeho výrobě, patří například augit (Ca,Mg,Fe)SiO3, chromit FeCr2O4, kobaltin (Co,Fe)AsS, jakobsit MnFe2O4, andradit Ca3Fe23+(SiO4)3, olivín (Mg,Fe)2SiO4, triplit (Mn,Fe,Mg,Ca)2(PO4)(F,OH), vivianit Fe3(PO4)2· 8(H2O) a wolframit (Fe,Mn)WO4.
Elementární kovové železo, které lze nalézt na zemském povrchu, je buď pozemské, nebo meteoritické. Pozemské je vzniklé nejspíše „přirozeným zhutněním“ železa obsaženého v bazaltech, přičemž se poukazuje na přítomnost uhelných vrstev nebo jejich uzavřenin (výskyty na ostrově Disko u Grónska či v Bühlu u německého Kasselu, v Česku vzácně ze Strak u Duchcova). Meteorický původ železa je praktickým důkazem významné přítomnosti železa v okolním vesmíru a minulosti bylo meteorické železo jediným zdrojem pro výrobu železných nástrojů, zbraní a dalších předmětů.

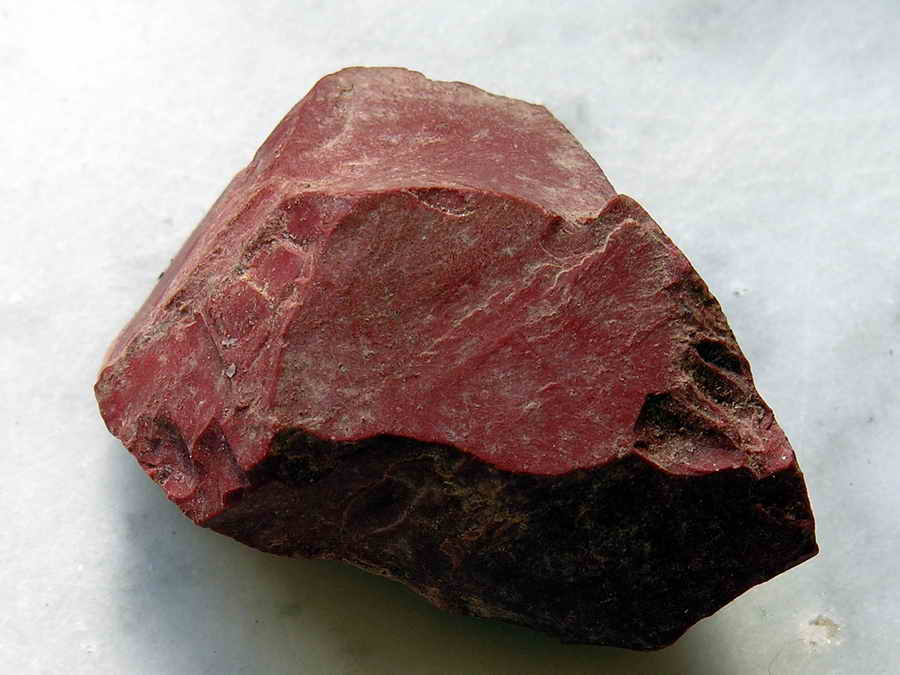
Hematit – Krevel
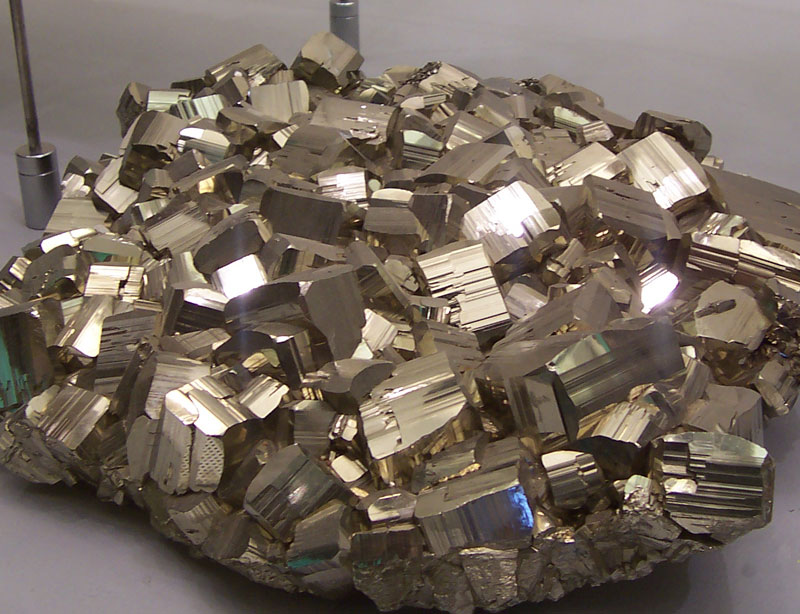
Pyrit
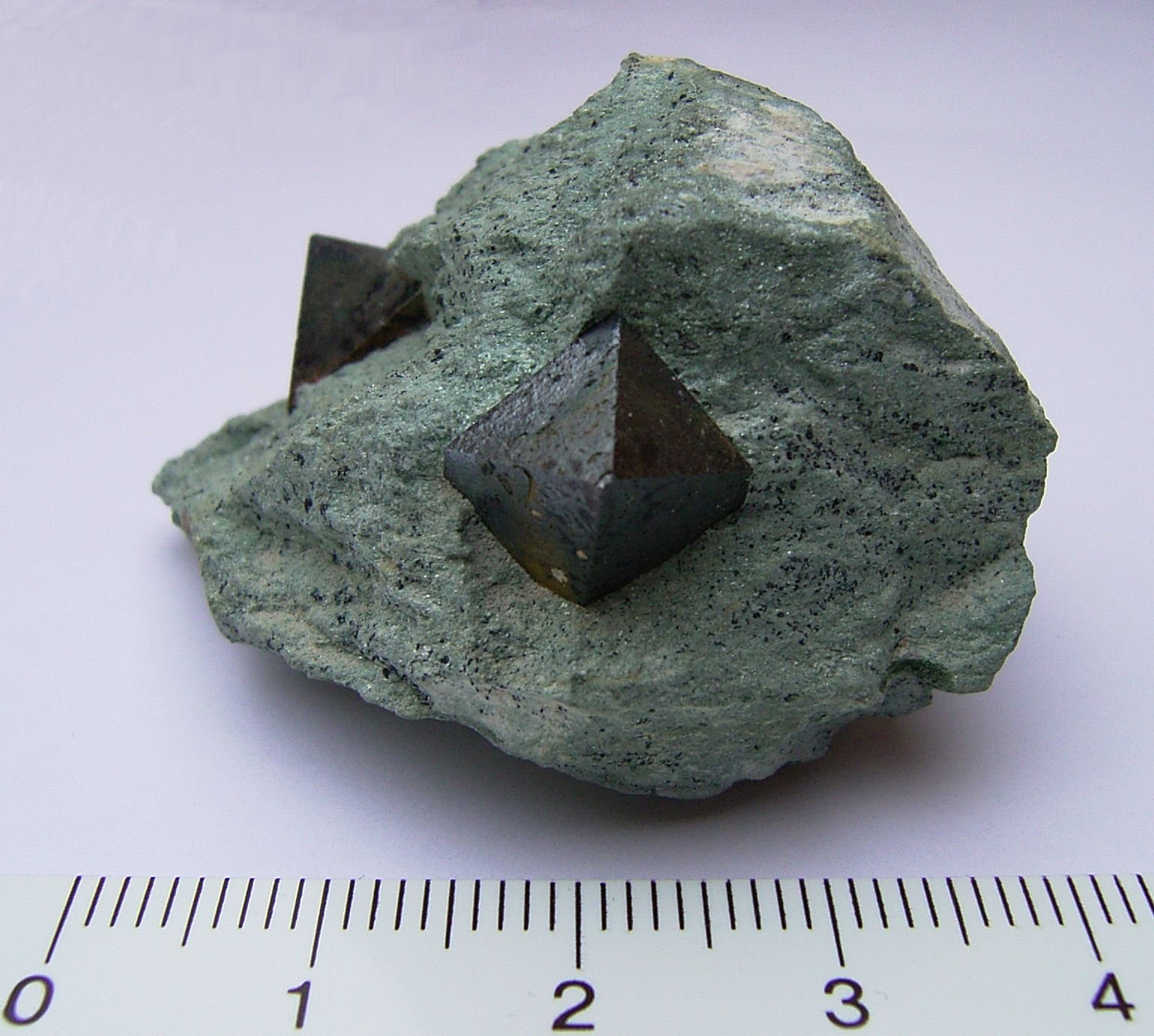
Magnetit – Magnetovec
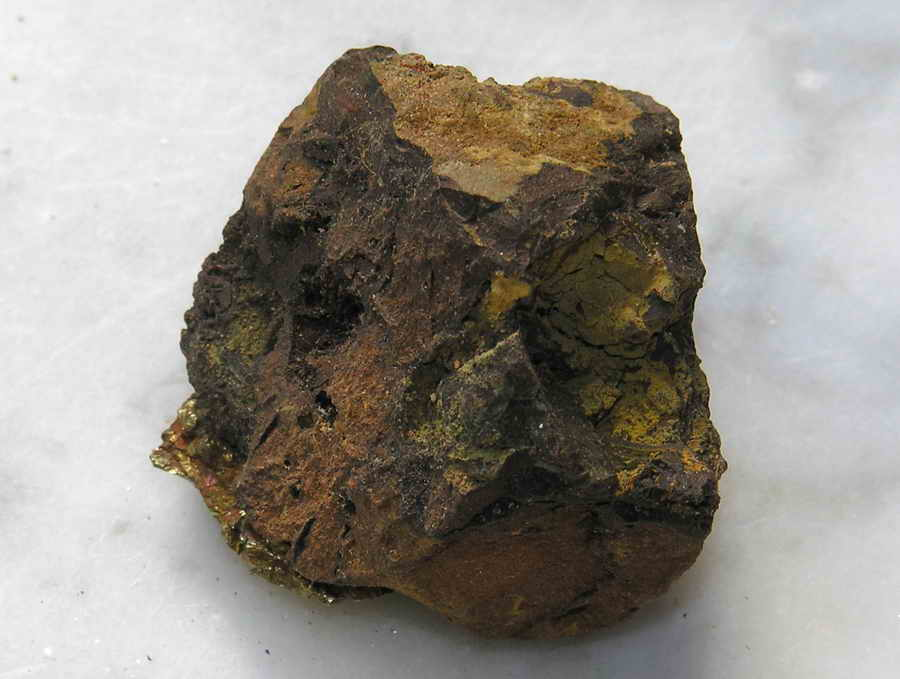
Limonit – Hnědel

## Průmyslová výroba

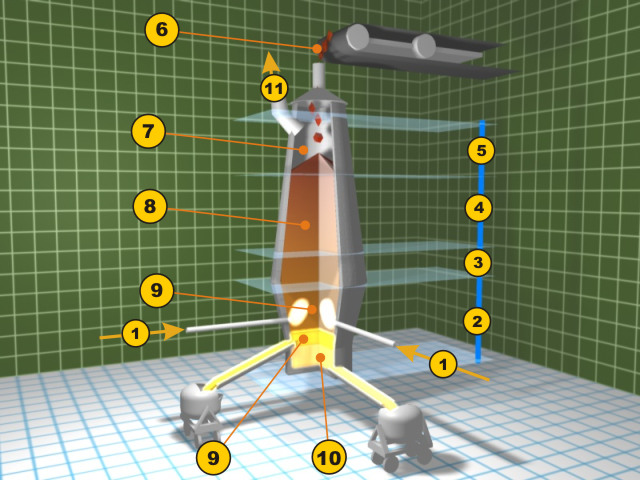
Schéma vysoké pece:
1. vhánění předehřátého vzduchu (~900 °C)
2. tavicí zóna (~2000 °C)
3. zóna redukce oxidu železnatého FeO (700–1200 °C)
4. zóna redukce oxidu železitého Fe_{2}O_{3} (200–700 °C)
5. předehřívací zóna (~200 °C)
6. zavážka (ruda, vápenec, koks)
7. odpadní plyny
8. sloupec rudy, koksu a vápence
9. odvod strusky
10. odběr surového železa
11. odvod odpadních plynů
(citace)

Velmi čisté železo se v menším množství vyrábí redukcí čistého oxidu nebo hydroxidu vodíkem nebo karbonylovým způsobem zahříváním železa v atmosféře oxidu uhelnatého CO při zvýšeném tlaku a následným rozkladem vzniklého pentakarbonylu železa Fe(CO)5 při teplotě 250 °C na práškový kov.
Pro běžné použití se železo získává jakožto surové železo ve vysoké peci redukcí svých oxidů koksem nebo oxidem uhelnatým. Upravené rudy se střídavě naváží se struskotvornými látkami (vápenec, oxidy křemíku) a koksem do vysoké pece.
Ve vysoké peci probíhá několik dějů. V dolní části pece se spaluje koks na oxid uhličitý CO2 díky vhánění předehřátého vzduchu (popř. vzduchu obsahujícího topný olej).
- {\displaystyle \mathrm {C+O_{2}\ \rightarrow \ CO_{2}} }

Touto exotermickou reakcí se pec v tavicí zóně vyhřívá na teplotu okolo 2 000 °C, což způsobí roztavení surového železa a tvorbu strusky. Struska je vrstva lehkých oxidů a silikátů, která chrání taveninu před zpětnou oxidací vzdušným kyslíkem.
- {\displaystyle \mathrm {SiO_{2}+CaO\ \rightarrow \ CaSiO_{3}} }

Na dně se hromadí roztavené železo, odkud se vypouští odděleně od strusky. Ve vyšších vrstvách pece probíhá nepřímá redukce oxidů železa oxidem uhelnatým. Nejdříve dochází k redukci oxidu železitého (přechodně vzniká oxid železnato-železitý Fe3O4) a k rozkladu vápence na oxid vápenatý CaO a oxid uhličitý (reakce potřebující méně energie):
- {\displaystyle \mathrm {3\,Fe_{2}O_{3}+CO\ \rightarrow \ 2\,Fe_{3}O_{4}+CO_{2}} }

- {\displaystyle \mathrm {Fe_{3}O_{4}+CO\ \rightarrow \ 3\,FeO+CO_{2}} }

- {\displaystyle \mathrm {CaCO_{3}\ \rightarrow \ CaO+CO_{2}} }

V teplejší části se redukuje vzniklý oxid železnatý a dochází k nedokonalému spalování koksu za vzniku dalšího oxidu uhelnatého.
- {\displaystyle \mathrm {FeO+CO\ \rightarrow \ Fe\,(s)+CO_{2}} }

- {\displaystyle \mathrm {C+CO_{2}\ \rightarrow \ 2\,CO} }

Ve spodních částech probíhá přímá redukce oxidů železa uhlíkem.
- {\displaystyle \mathrm {Fe_{2}O_{3}+3\,C\ \rightarrow \ 2\,Fe\,(s)+3\,CO} }

Celý proces probíhá prakticky nepřetržitě – na horní část vysoké pece se stále zaváží železná ruda, železný šrot, koks a struskotvorné přísady a naspodu se v určitých intervalech odpouští roztavené kovové železo – odpich vysoké pece.
Surové železo obsahuje řadu nežádoucích příměsí jako je uhlík C (3–5%), křemík Si a fosfor P. V menší míře přijímá i síru S, která je ale více zadržena v podobě sulfidu manganatého MnS ve strusce. Surové železo se dobře odlévá, nejčastěji do forem požadované velikosti nebo do ingotů či housek. Výsledný produkt je poměrně pevný a tvrdý, ale velmi křehký, a možnost jeho dalšího mechanického opracování po odlití je minimální; prakticky všechno surové železo se dále zpracovává na ocel. Struska se využívá ve stavebnictví k výrobě tvárnic, izolací stěn a některých druhů cementu.

## Zpracování surového železa na ocel

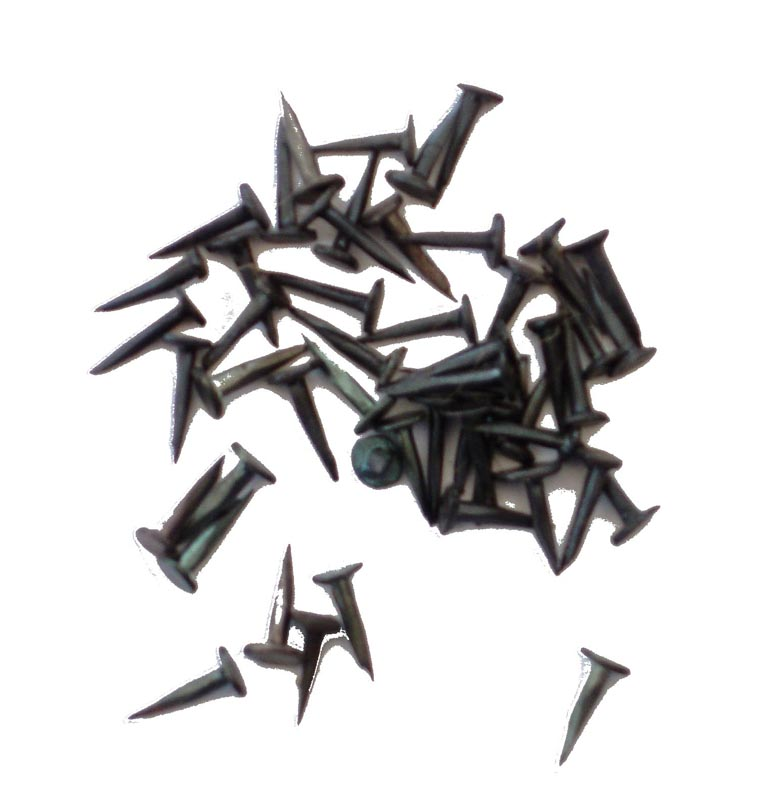
Ocelové hřebíky

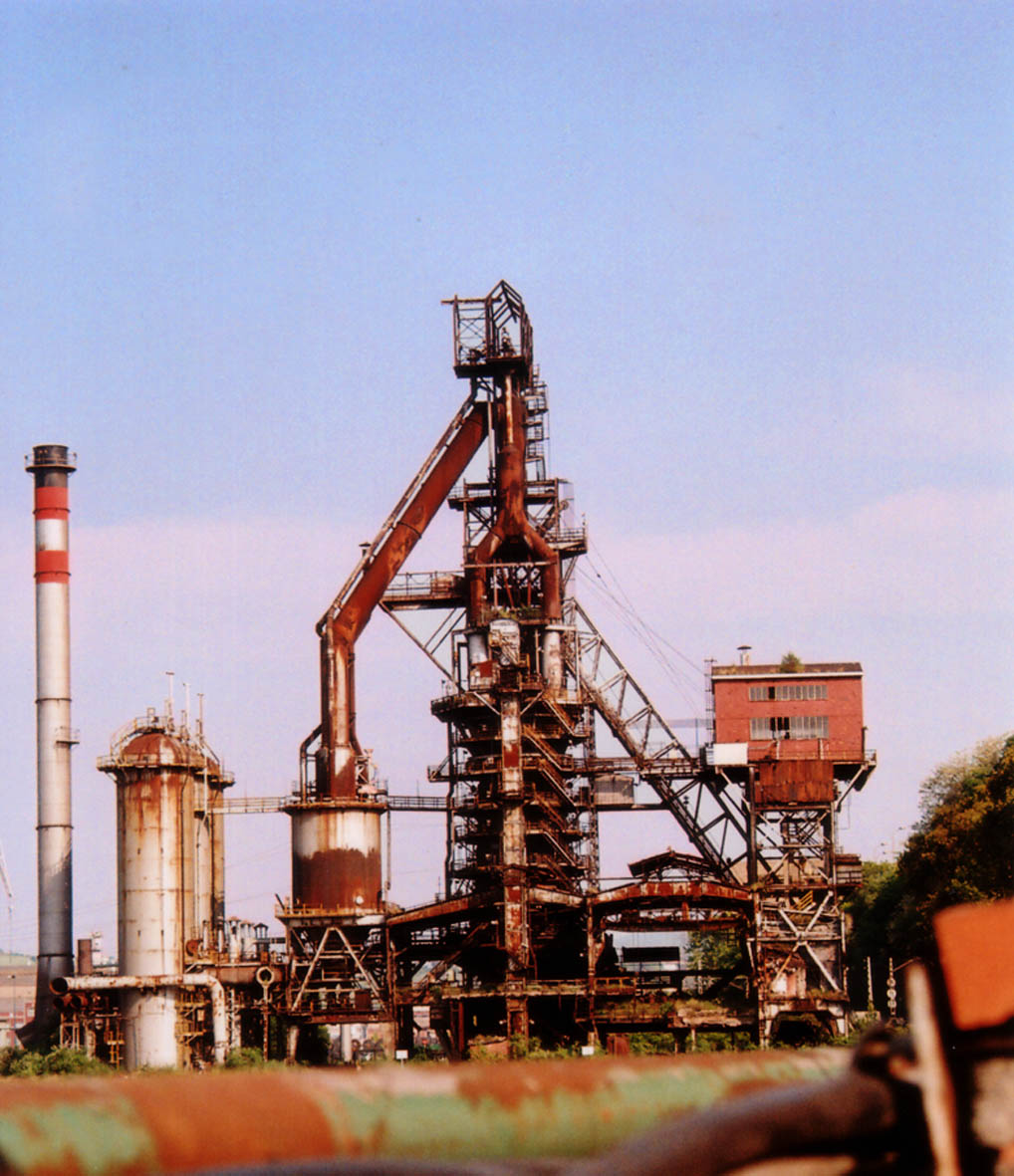
Vysoká pec na výrobu surového železa – Sestao, Španělsko

Obsah uhlíku v surovém železe je příliš vysoký, a proto je nutné jej oxidačním procesem v ocelářských zařízeních snížit. Toho se dociluje oxidací uhlíku buďto kyslíkem ze vzduchu (Thomasův konvertor), profoukáváním kyslíkem (LD konvertor) nebo přisazováním železné rudy a ocelového odpadu do taveniny v nístějových pecích (Siemensův–Martinův proces, elektrická oblouková pec).
Získaná nelegovaná neboli měkká ocel je poměrně měkká a snadno se mechanicky zpracovává (tažení, kování, ohýbání atd.). Mechanické vlastnosti se dají dále upravovat tepelným zpracováním, například kalením (zahřátím do červeného žáru a prudkým zchlazením vodou, minerálním olejem) nebo popouštěním (zahřátím na 200–300 °C a pomalým chlazením). Slouží k výrobě drátů, plechů, hřebíků a podobných produktů.
Další zkvalitnění vyrobené oceli se dosahuje legováním, tedy přídavky definovaných množství jiných kovů za vzniku slitiny. Hlavními prvky pro legování ocelí jsou nikl, chrom, vanad, mangan, wolfram, kobalt a ve speciálních aplikacích ještě mnoho dalších. Rozlišujeme uklidněné a neuklidněné oceli. U uklidněných ocelí je rozpuštěný kyslík vázán přísadou hliníku (Al) nebo křemíku (Si).
Existuje více než 2 000 různých druhů ocelí s přesně definovaným složením a mechanickými vlastnostmi, jako je pevnost, tvrdost, chemická odolnost a řada dalších. Ocelové polotovary jsou dále zpracovány ve válcovnách na drát, plech, nosníky, kolejnice, profily, které jsou široce používány v průmyslu, stavebnictví atd. Část těchto polotovarů slouží jako výchozí materiál pro výrobu výkovků v kovárnách.

## Izotopy železa
V přírodě se nacházejí 4 izotopy. Nejvíce rozšířeným přírodním izotopem je vzhledem ke stabilitě svého jádra 56Fe (91,75%). Uvedený izotop má nejvyšší hmotnostní schodek a tedy i největší vazebnou energii jádra ze všech známých izotopů. Proto je také konečným produktem nukleosyntézy ve hvězdách. Zbývající tři stabilní izotopy jsou: 54Fe (5,85%),57Fe (2,12%) a 58Fe (0,28%).
60Fe je zaniklý radionuklid s dlouhým poločasem rozpadu (1,5 mil. let). Většina prací v minulosti týkajících se měření izotopového složení Fe se soustřeďovala na určování změn 60Fe vzhledem k procesům doprovázející nukleosyntézu (vznik jádra atomu z nukleonu) a formaci rudy. V posledním desetiletí pokrok v hmotnostní spektrometrii umožnil detekci rozdílů řádově v minutách, což jsou přirozeně se vyskytující rozdíly stabilních izotopů železa. Velká část této práce byla hnána komunitou vědců zabývajících se Zemí a planetárními vědami, ačkoliv se začíná objevovat využití i v biologických a průmyslových systémech.